# الإنذار الألماني لبولندا

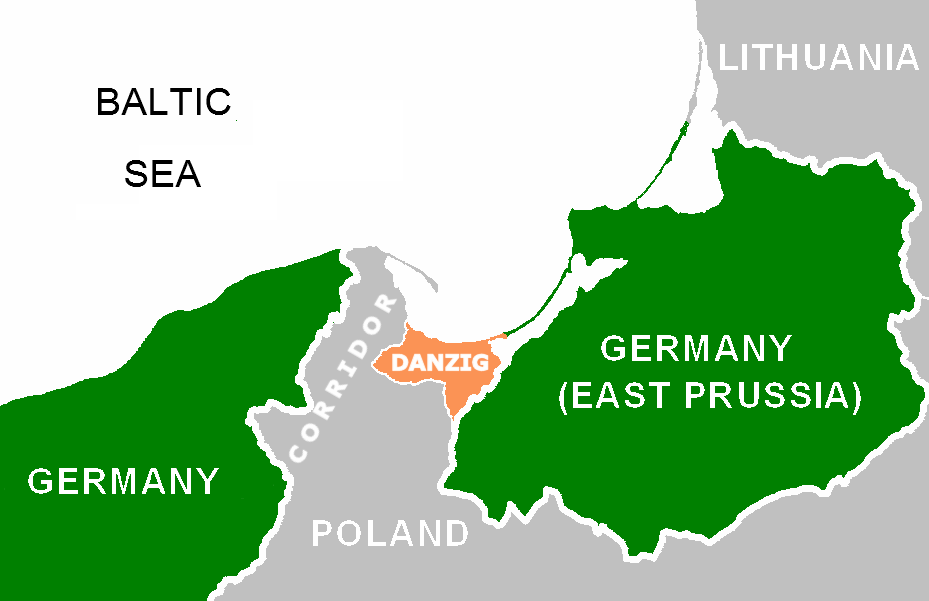
الممر البولندي ودانزيج 1923-1939

يشير الإنذار الألماني لبولندا عام 1939 إلى قائمة مكونة من 16 مطلبًا قدمتها ألمانيا النازية إلى بولندا، تتعلق إلى حد كبير بالممر البولندي ووضع مدينة دانزيج الحرة المرتبطة بالمطالب الألمانية للتفاوض في 29 أغسطس 1939. وأعلن في الإذاعة الألمانية أن هذه النقاط رفضت في الأول من سبتمبر/أيلول 1939، على الرغم من أنها لم تُعرض على بولندا قط.  وكما حدث في الغارة على محطة إذاعة جلايفيتس في نفس اليوم، فإن "رفض" البولنديين للإنذار النهائي كان بمثابة ذريعة للغزو الألماني لبولندا والذي كان بمثابة بداية الحرب العالمية الثانية.

## خلفية
في 23 أغسطس، تم التوصل إلى ميثاق ريبنتروب-مولوتوف مع الاتحاد السوفييتي، والذي يقضي بتقسيم شرق ووسط أوروبا إلى منطقة نفوذ ألمانية وأخرى سوفييتية في بروتوكول إضافي سري. وكان هذا هو الأساس للهجوم الألماني في الأول من سبتمبر. وفي 17 سبتمبر، أعقب ذلك الغزو السوفييتي لشرق بولندا.
في 29 أغسطس/آب 1939، أبلغ أدولف هتلر السفير البريطاني نيفيل هندرسون أنه مستعد لاستئناف المفاوضات مع بولندا. ولتحقيق هذه الغاية، كان لزاماً على مفوض بولندي أن يأتي إلى برلين خلال 24 ساعة. من حيث المبدأ، كانت بولندا وبريطانيا مستعدتين للتفاوض. وبسبب الطلب النهائي الذي تقدم به هتلر، قررت الحكومة البريطانية عدم إرساله إلى وارسو إلا بعد انتهاء الموعد النهائي المحدد. ولم يكن الأمر كذلك إلا في ظهر اليوم التالي عندما ظهر السفير البولندي جوزيف ليبسكي في وزارة الخارجية وطلب مقابلة ريبنتروب. وبعد خمس ساعات تم إدخاله، وبما أنه لم يكن يتمتع بسلطة التفاوض التي طالب بها هتلر، طرده ريبنتروب لفترة وجيزة مع العلم أنه سيبلغ هتلر بهذا الأمر. وبالتالي انقطعت العلاقات الألمانية البولندية. وفي ليلة الحادي والثلاثين من أغسطس/آب، قرأ وزير الخارجية يواكيم فون ريبنتروب النقاط الست عشرة على هندرسون، ولكن على عكس كل الأعراف الدبلوماسية، رفض تسليمه الوثيقة ذات الصلة. وبما أنه لم يحضر أي ممثل بولندي، فقد أصبح الاقتراح لاغياً على أي حال.
وكما قصد ريبنتروب، فإن المهلة الزمنية الضيقة لقبول الإنذار النهائي جعلت من المستحيل على الحكومة البريطانية الاتصال بالحكومة البولندية في الوقت المناسب بشأن العرض الألماني، ناهيك عن قيام البولنديين بترتيب وصول مبعوث بولندي مفوض إلى برلين في تلك الليلة، وبالتالي السماح لريبنتروب بالادعاء بأن البولنديين رفضوا المطالب الألمانية. 
وبحلول وقت البث الإذاعي في نفس اليوم، كان هتلر قد أصدر بالفعل الأمر بالهجوم في الأول من سبتمبر عام 1939.

## النقاط الستة عشر
1. نظرًا لطابعها الألماني البحت والإرادة الجماعية لسكانها، فإن مدينة دانزيج الحرة ستعود فورًا إلى الرايخ الألماني.
2. إن المنطقة المعروفة بالممر البولندي، أي المنطقة التي يحدها بحر البلطيق وخط يمتد من مارينفيردر إلى غروجونتس وكولم وبيدغوشتش (بما في ذلك هذه المدن)، ثم في اتجاه غربي نحو شونلانكي، ستقرر بنفسها ما إذا كانت ستصبح جزءًا من الرايخ الألماني أم ستبقى مع بولندا.
3. ولهذا الغرض، يعقد استفتاء في هذه المنطقة. ويحق لجميع الألمان الذين كانوا يقيمون في هذه المنطقة في الأول من يناير/كانون الثاني 1918، أو الذين ولدوا هناك في ذلك اليوم أو قبله، وكذلك جميع البولنديين والكاشوبيين، إلخ، الذين كانوا يقيمون في هذه المنطقة في ذلك اليوم أو الذين ولدوا هناك في التاريخ المذكور أو قبله، أن يدلوا بأصواتهم. ويتعين على الألمان الذين طُردوا من هذه المنطقة أن يعودوا إليها بغرض تسجيل أصواتهم. ولضمان إجراء استفتاء محايد، ولضمان إجراء الاستعدادات اللازمة والموسعة للاستفتاء على النحو الصحيح، يتم على الفور تشكيل لجنة دولية مثل تلك التي تشكلت فيما يتصل باستفتاء سار، وتتكون من أعضاء معينين من قبل القوى العظمى الأربع، إيطاليا، والاتحاد السوفييتي، وفرنسا، وبريطانيا العظمى، وتتولى مسؤولية هذه المنطقة. وتمارس هذه اللجنة حقوق السيادة في جميع أنحاء المنطقة. وتحقيقا لهذه الغاية، يتم إخلاء المنطقة من قبل القوات العسكرية البولندية، والشرطة البولندية، والسلطات البولندية في أقصر وقت ممكن يتم الاتفاق عليه
4. لا يشمل هذا المجال ميناء غدينيا البولندي إلى حد الاستيطان البولندي، ولكن من حيث المبدأ، يتم الاعتراف به كأرض بولندية. وسيتم تحديد تفاصيل حدود هذا الميناء البولندي من قبل ألمانيا وبولندا، وإذا لزم الأمر، يتم تحديدها من قبل محكمة التحكيم الدولية.
5. ومن أجل إتاحة الوقت الكافي للاستعدادات اللازمة والموسعة لإجراء استفتاء محايد، لا يجوز إجراء هذا الاستفتاء قبل انقضاء فترة اثني عشر شهراً.
6. ولكي يتم خلال تلك الفترة تأمين خطوط الاتصال بين ألمانيا وبروسيا الشرقية وبولندا على البحر دون قيود، يتم تحديد بعض الطرق وخطوط السكك الحديدية لتسهيل العبور دون عوائق. وفي هذا الصدد، لا يجوز فرض سوى الضرائب اللازمة لصيانة خطوط الاتصال وتنفيذ النقل.
7. ويتم تحديد تخصيص هذه المنطقة بالأغلبية المطلقة من الأصوات المدلى بها.
8. من أجل تأمين الاتصالات غير المقيدة بين ألمانيا ومقاطعة دانزيج-بروسيا الشرقية، بعد الاستفتاء (بغض النظر عن نتيجته)، ووصول بولندا إلى البحر، فإن ألمانيا، في حالة إعادة الإقليم إلى بولندا نتيجة للاستفتاء، سوف تُمنح منطقة مرورية خارج الإقليم تمتد من بوتو إلى دانزيج أو تكيف، على سبيل المثال، لغرض بناء طريق سريع ألماني (الرايخ أوتوبان) وخط سكة حديدية رباعي المسارات. وسوف يتم تنفيذ بناء الطريق السريع والسكك الحديدية بطريقة لا تتأثر بها خطوط الاتصال البولندية، أي أنه سيتم بناء جسور فوقها أو تحتها. وسوف يبلغ عرض هذه المنطقة كيلومترًا واحدًا وسوف تكون أراضي ألمانية. إذا كانت نتيجة الاستفتاء لصالح ألمانيا، فسوف تتمتع بولندا بنفس الحقوق التي كانت ستتمتع بها ألمانيا، في بناء طريق وخط سكة حديد خارج الإقليم من أجل تأمين وصولها الحر وغير المقيد إلى ميناء غدينيا.
9. وفي حالة إعادة الممر البولندي إلى الرايخ، فإن هذا الأخير يعلن استعداده للاتفاق مع بولندا على تبادل السكان، بقدر ما تسمح الظروف في الممر بمثل هذا التبادل.
10. إن أي حقوق خاصة تطالب بها بولندا داخل ميناء دانزيج يجب أن يتم التفاوض عليها على أساس التكافؤ في مقابل حقوق متساوية لألمانيا في ميناء غدينيا.
11. ولتجنب أي شعور بالتهديد أو الخطر على أي من الجانبين، فإن دانزيج وغدينيا يجب أن يكون لهما من الآن فصاعدًا طابع تجاري بحت؛ أي أنه لن يتم تزويد أي من هذين المكانين بوسائل الدفاع العسكري أو التحصينات.
12. إن شبه جزيرة هيلا، والتي وفقًا لنتيجة الاستفتاء سيتم تخصيصها إما لبولندا أو لألمانيا، يجب أيضًا أن تكون منزوعة السلاح في أي حال من الأحوال.
13. إن الحكومة الألمانية، التي لديها أخطر الشكاوى التي يجب تقديمها بشأن معاملة الأقلية من قبل البولنديين، والحكومة البولندية، التي تعتبر نفسها مخولة برفع شكاوى ضد ألمانيا، توافق على التحقيق في جميع الشكاوى المتعلقة بالأضرار الاقتصادية والشخصية، فضلاً عن أعمال الإرهاب الأخرى. تلتزم ألمانيا وبولندا بتعويض الأقليات على كلا الجانبين عن أي أضرار اقتصادية وأخطاء أخرى لحقت بهم منذ عام 1918؛ و/أو إلغاء جميع عمليات المصادرة أو تعويض الشخص أو الأشخاص المعنيين بشكل كامل عن هذه التعديات وغيرها على الحياة الاقتصادية.
14. ومن أجل تحرير الألمان الباقين في بولندا، وكذلك البولنديين الباقين في ألمانيا، من الشعور بالحرمان من فوائد القانون الدولي، وقبل كل شيء لمنحهم اليقين بأنهم لن يُجبروا على المشاركة في أعمال أو تقديم خدمات من النوع الذي لا يتوافق مع قناعاتهم الوطنية، تتفق ألمانيا وبولندا بشكل متبادل على حماية حقوق الأقليات في كل منهما من خلال اتفاقيات شاملة وملزمة للغاية لغرض ضمان الحفاظ على عاداتها وتقاليدها الوطنية وتطويرها بحرية وزراعتها، ومنحها بشكل خاص ولهذا الغرض شكل التنظيم الذي تراه ضروريًا. يتعهد الطرفان بعدم تجنيد أعضاء الأقلية في الخدمة العسكرية.
15. وفي حالة التوصل إلى اتفاق على أساس هذه المقترحات، تعلن ألمانيا وبولندا استعدادهما على الفور لإصدار الأوامر وتنفيذ تسريح قواتهما المسلحة.
16. ويجب الاتفاق على أي تدابير إضافية مطلوبة لتسريع تنفيذ الاتفاق المذكور أعلاه بين ألمانيا وبولندا.

## تعليق
في عام 1959، أعرب المؤرخ كارل ديتريش إردمان عن وجهة نظر مفادها أن بولندا رفضت "إظهار أي تسوية موضوعية في المسائل التي كان لابد من تسويتها منذ الأحكام المؤسفة لمعاهدة فرساي". وبذلك، أضعفت "موقفها الأخلاقي" في مواجهة "الإملاءات الألمانية ضد سلامة بولندا واستقلالها". وعلى النقيض من ذلك، يشير المؤرخ كلاوس هيلدبراند إلى أن العرض الألماني للمفاوضات لم يكن سوى ذريعة لشعبها. فقد اتخذت قرارها بخوض الحرب منذ فترة طويلة. ووفقًا لهيرمان جرامل، لم تكن النقاط الست عشرة مخصصة كأساس للمفاوضات على الإطلاق، بل للسماح لها "بالانفجار". كما أكد بيتر لونجيريتش على "الطابع الدعائي المحض" للمذكرة المكونة من 16 نقطة، حيث لم يمنح الألمان الجانب البولندي ولا الجانب البريطاني الفرصة للتعليق عليها قبل أن يبدأوا غزوهم.

وقد وصف المؤرخ الأمريكي جيرهارد واينبرج اجتماع هندرسون-ريبنتروب بشأن الإنذار النهائي على النحو التالي:
عندما رفض يواكيم فون ريبنتروب إعطاء نسخة من المطالب الألمانية للسفير البريطاني [هندرسون] في منتصف ليل 30-31 أغسطس/آب 1939، كاد الاثنان أن يصلا إلى حد القتال. لقد أدرك السفير هندرسون، الذي طالما دافع عن تقديم التنازلات لألمانيا، أن هذه كانت ذريعة متعمدة أعدتها الحكومة الألمانية لشن حرب كانت مصممة على بدئها. لا عجب أن هندرسون كان غاضبًا؛ من ناحية أخرى، كان فون ريبنتروب قادرًا على رؤية الحرب في المستقبل وعاد إلى منزله مبتسمًا. 